# 香港標準工時立法爭議
香港標準工時立法爭議，是一場有關香港特別行政區政府應否為香港僱員工作時間長度訂立標準並進行立法的爭議。

## 概況
2012年，香港的全職僱員的估計每周估計總工時平均數為49小時。根據瑞銀2012年「價格與收入」報告，香港的人均年度工作時間為2,296小時，高於全球(1,915小時)和亞洲(2,154小時)平均人均年度工作時間，位列全球第五高工時的地區。根據國際勞工組織的建議，僱員每周的平均工作時數應約為40小時。另據香港大學民意研究計劃的《最低工資及標準工時意見調查2010》，逾八成市民認為香港人超時工作的問題嚴重，並有三分之二支持就最高工時立法。就香港工黨所得數據，有7成受訪者在超時工作後沒有得到任何補薪或補假。鑑於2011年香港開始實施最低工資，香港政府於2010至2011年度施政報告中承諾研究標準工時。
於2012年11月26日，勞工處發表了《標準工時政策研究報告》，分三個方面研究了其他地方在規管工時的制度和經驗、包括各行各業僱員的最新工時情況的統計數據、和分析及評估香港設立標準工時的影響。就標準工時進行了靜態影響評估，在選定的政策設定（由最寬鬆至最緊的規管情況）下（包括（1）40至48標準工時規定（2）原有時薪1-2倍的法定最低超時工資率（3）無任何豁免至豁免經理及行政人員、專業人員和輔助專業人員），勞工處估計標準工時影響957,100位（總僱員的36.7%）至2,378,900位（總僱員的91.1%）僱員不等，估計總薪酬開支的增加約1,133,200,000元至55,220,800,000元。於2013年施政報告中，香港政府指勞工及福利局將於2013年第一季按照其政綱，成立由政府、僱主和僱員代表，以及學者和社會人士組成的「標準工時專責委員會」，跟進《標準工時政策研究報告》。2016年5月25日，瑞銀在2015年9月公布的報告揭示，香港是全球工時最長的地方，每周平均工時逾50小時。
2017年2月，標準工時委員會向政府提交報告，當中有三項重點建議，包括合約工時（Contractual Working Hours）是指勞資雙方以合約規管形式，列明僱員每日或每周的工作時數。與標準工時不同，合約工時並非以立法介入，並劃一僱員的工時，而是通過個別合約保障僱員，訂明超時工作所獲得的補償。有勞工團體認為在勞資關係不平等下僱員沒議價能力，合約工時反而助長僱主將長工時合法化。

## 各方意見

### 勞工團體

#### 工聯會
工聯會一直爭取政府就標準工時立法，並認為現時政府企圖以「合約工時」敷衍打工仔女的做法並不恰當。
工聯會對標準工時的立場及建議如下：
- 政府必須立法訂立標準工時，設定每天工作8小時
- 每周基本工時訂為44小時
- 超時工作「補水」應不少於1.5倍的薪金或以假期作出補償，僱員有權選擇補償方式

#### 香港天主教勞工事務委員會
香港天主教勞工事務委員會指政府應從速立法制定標準工時，並提出每周標準工時為44小時、每周最高工時上限為54小時。工時長影響僱員的家庭及社交生活，甚至影響健康；但現時的《僱傭條例》並無訂定任何加班費、工時上限或休息日工資以保障僱員。
教區勞工牧民中心（港島）建議政府立法制定標準工時，幫助在職人士平衡工作、家庭與身心健康，並促請政府盡快制定標準工作時數啟動立法程序，以《國際勞工公約》規範最高工作時數為每周四十八小時，以及每天八小時為標準工時。

### 資方及商會
普遍來說，商界贊成香港社會要尋求工作生活平衡，但認為標準工時並非達致工作生活平衡的良方。香港工時長的根本原因在於勞動力不足，即使香港政府為標準工時立法亦會無助解決長工時的根本問題，政府應著眼研究如何協助僱員達致平衡作息及推動家庭友善政策，並鼓勵企業推動平衡作息的人事管理。
新紀元環保服務常務董事的甄瑞嫻表示，她表示有員工或因財政需要，希望多勞多得；若過了標準工時而要給予員工倍半工資，她認為僱主多會聘請另外員工來工作，令希望加班賺多個錢的員工需要分別受聘於兩家公司，浪費時間。
香港總商會主席周松崗認為因行業特性實施標準工時有困難，另標準工時實施後工人工時下降，收入未必增加、兼職和散工增加，市民工作或變得不穩定。他又指標準工時立法是複雜、困難的問題，並認為標準工時立法會窒礙工商界的空間。
根據香港樹仁大學商業、經濟及公共政策研究中心和企業及社會發展研究中心的研究，有16%受訪公司認為標準工時政策可「積極考慮」和「值得考慮」，並有55%的受訪公司認為標準工時推行有困難。
勞工顧問委員會僱主代表劉展灝指標準工時會徹底改變香港的營商環境，對中小企的影響很大，並會削弱企業競爭力及靈活性，可透過教育等措施鼓勵僱主發放超時補水，無需立法強制。

### 政界
2012年10月17-18日，香港立法會就「立法規管工時」議案進行辯論及投票。張國柱議員動議「本會促請政府在本立法年度內提交規管工時的條例草案， 有關條例草案的內容須包括每周標準工時及超時工作工資。」就張國柱議員提出的議案，表決時經由功能團體選出的議員共有32人出席，14人贊成，12人反對，6人棄權；而經由分區直接選舉產生的議員有31人出席，19人贊成，4人反對，7人棄權。議案未獲得兩部分在席議員分別以過半數贊成，議案被否決。
- 香港工會聯合會建議標準工時定為每周44小時，超時補水為時薪1.5倍；認為標準工時立法，可限制僱主不能要求員工無償勞動。[18]
- 民建聯葛珮帆議員認為工時需具彈性，並讓上班人士能照顧家庭需要。標準工時是勞工政策，而家庭友善跟工時無關。青年民建聯副主席陳威雄指標準工時會為中小企帶來更多掣肘，應該進行更多諮詢才決定是否立法。[19]
- 民主黨建議立法訂定每周標準工時44小時及超時工作應有補償， 以幫助港人有理想的生活模式，能夠平均分配工作、休息及活動時間，在各方面得以平衡發展。[20]
- 工黨建議立法規管工時，包括訂立標準工時和休息時段，確保工作和生活可得合理平衡[21]；並建議每天標準工時8小時，每周標準工時為44小時，每周工時上限60小時，加班補水為正常工資的1.5倍。[4]
- 港九勞工社團聯會立法會議員潘兆平認為不同行業的工資補水、工時等細節可討論，但相信本港立法，所有行業都可界定工時上限，強調立法除保障超時補水外，亦保障僱員健康。
- 代表紡織及製衣界、隸屬自由黨的立法會議員鍾國斌表示：專業人士提供服務難以計算工時，如要超時補水可能令整體成本上升。
- 公民黨的梁家傑指出，標準工時不單是經濟問題，而是僱員能否獲得合理回報的原則問題，因為僱員往往被迫在無額外薪酬的情況下加班。他希望政府可以迎難而上，在今屆議會會期內，提出標準工時草案。[22]公民黨另於2012年立法會選舉時提出「配合家庭友善政策，積極研究訂立每周標準工時44小時」。[23]
- 經濟動力立法會議員林健鋒認為設立標準工時會影響企業的生產力，令勞資關係緊張，並會對已出現人手短缺的企業帶來更大壓力，不贊成立即訂立標準工時。[24]

### 政府
在2011年6月23日立法會會議上勞工及福利局局長張建宗指出政府明白長時間工時對員工的健康、家庭及社交生活都會帶來不良影響。政府會積極推廣宥關工作與生活平衡的措施，如家庭友善僱傭措施、《休息時段指引》、基於《僱傭條例》的保障等等。他表示標準工時的議題比最低工資複雜，對勞動市場和經濟的影響深遠，亦具爭議性；政府就標準工時的研究可令他們對議題有更深的認識；他另表示在社會各界未能就標準工時達成共識之前決定立法規管標準工時或就此制定時間表是言之尚早。勞工處已在6月下旬向上屆行政會議提交有關標準工時的研究報告，就著該屆行會提出的問題，當局在整理資料後會重新向新一屆行政會議提交報告，現已重新提交。
勞工處於2012年11月26日把《標準工時政策研究報告》提交勞工顧問委員會，並於同年12月18日向立法會人力事務委員會的議員闡述報告內容。是次報告涵蓋其他地方有關標準工時的經驗、香港各行各業的工時情況及在香港設立標準工時的影響評估。他並表示政府會成立由政府、勞資雙方、學者及社會人士組成的專責委員會研究有關事宜，而該專責委員會將於2013年第一季完成籌組並開始工作。他另表示香港在一兩年內就標準工時完成立法並不符合現實。

### 學者
- 香港大學社會工作及社會行政學系教授葉兆輝表示，會計、護士等專業因為長工時打亂社交，應解決工時問題。他認為可從標準工時入手，令香港成為家庭友善的地方，提升生育率。香港浸會大學管理學系教授趙其琨表示標準工時可避免工時過長[31]；他另指出現時在香港接近全民就業、租金高昂及通貨膨脹嚴重、最低工資實施不久，及外圍經濟不明朗(歐債危機及歐美的消費力薄弱)的情況下，他認為需要仔細考慮大環境經濟情況，亦要留意其他國家的標準工時例子未必適合香港[32]。他又指香港產業狹窄，不同行業有不同彈性，需要有很多豁免及出現僱傭雙方尋找法律漏洞的情況，和擔心立法將損害香港的營商環境。[33]他認為可以以彈性工作安排、家庭友善僱員政策等代替標準工時以促進作息平衡。[34]
- 香港樹仁大學商業、經濟及公共政策研究中心主任、經濟及金融學系副教授李樹甘博士認為標準工時不能增加作息時間。他引用美國加州大學洛杉磯分校多拉科斯塔教授於1999年的研究指出在工資彈性較低的地區和行業，標準工時對減低實際工時及增加工資的效果不大：在勞動力不足的地區如歐洲，標準工時能有效保障僱員利益，但若如日本等沒有此問題的地區，則只會帶來失業；不同行業的工資彈性各不相同，制定有關標準工時的政策需要考慮不同行業的影響，以免影響勞動力市場的平衡及帶來不必要的失業問題。[35]另外，他指出標準工時有如加班費，令員工更願意超時工作，故標準工時並不符合縮減工時及增加作息時間的原意。[36]他認為僱員面對的不單是工時長短的問題，而是如何令不同行業的僱員能夠真正享受到工作及生活的平衡，達成勞資雙贏。
- 香港科技大學經濟學系教授雷鼎鳴博士認為標準工時未必能真正減低工時，可能出現就業下降及引日本於80年代調整標準工時後人均勞動力下降指出標準工時會令經濟失去動力。他又指標準工時即使降低員工每周工作時數，但因收入不足，可能需要延後退休，工作年數增長，一生總工時仍不變。[37]
- 香港嶺南大學經濟系教授及公共政策研究中心主任何濼生教授指出由於不同職業人士的勞動程度和壓力不同，不贊成「一刀切」設標準工時，但他認為可以設立50小時的每周最高工時以保障勞工健康和安全。[38]